# Mọc lúc Mặt Trời lặn
Mọc lúc Mặt Trời lặn (Hán-Việt: nhật một thăng, tiếng Anh: achronychal rising hay apparent achronychal rising) hay mọc lúc hoàng hôn là lần mọc nhìn thấy cuối cùng của một thiên thể (các ngôi sao, các chòm sao hay hành tinh), diễn ra sau lúc Mặt Trời lặn hay vào lúc hoàng hôn. Chiêm tinh học Trung Hoa gọi thời điểm này là xung.
Khi quan sát từ Trái Đất, trong quá trình chuyển động mỗi năm của Mặt Trời, nó dịch chuyển giữa các ngôi sao theo một chuyển động thẳng từ phía tây sang phía đông. Vì thế, nếu trong một thời điểm bắt đầu nào đó thì sự mọc lên của một ngôi sao nhất định sẽ diễn ra sau khi Mặt Trời lặn, tới thời gian, theo sự tiến lại gần của Mặt Trời tới vị trí của ngôi sao, thời gian mọc của ngôi sao này sẽ ngày càng gần với thời gian Mặt Trời lặn. Lần mọc cuối cùng của ngôi sao này, diễn ra sau khi Mặt Trời lặn, được gọi là mọc lúc hoàng hôn. Những ngày tiếp theo đó, ngôi sao này sẽ mọc trước lúc Mặt Trời lặn, vì thế không thể quan sát được thời điểm mọc lên của nó. Trên các vĩ độ khác nhau thì mọc lúc hoàng hôn của cùng một ngôi sao không nhất thiết phải diễn ra cùng một ngày.
Mọc lúc hoàng hôn của các thiên thể khác nhau đóng một vai trò quan trọng trong việc duy trì tính toán chính xác số lượng ngày trong các hệ thống lịch khác nhau.

## Lưu ý
Bên cạnh các kiểu mọc và lặn quan sát được còn có các kiểu mọc và lặn nhất định được suy luận/tính toán ra chứ không phải do quan sát, do ngôi sao bị che khuất bởi ánh sáng Mặt Trời vào thời điểm nó mọc hay lặn. Các kiểu mọc và lặn do tính toán và suy luận này chỉ được các nhà thiên văn sử dụng.
- Mọc vũ trụ (tiếng Anh: cosmical rising): Ngôi sao và mặt trời mọc cùng nhau. Tất nhiên, ngôi sao bị ánh sáng Mặt Trời làm lu mờ và che khuất.
- Lặn vũ trụ (tiếng Anh: cosmical setting): Ngôi sao lặn khi Mặt Trời mọc.
- Mọc lúc hoàng hôn thật sự (tiếng Anh: true acronychal rising): Ngôi sao mọc khi mặt trời lặn.
- Lặn lúc hoàng hôn thật sự (tiếng Anh: true acronychal setting): Ngôi sao và mặt trời lặn cùng nhau.